# Singwan-dong
Singwan-dong (koreanska: 신관동) är en stadsdel i staden Gongju i provinsen Södra Chungcheong
i den centrala delen av Sydkorea, 120 km söder om huvudstaden Seoul.